# Santa Rita de Ibitipoca (ort)
Santa Rita de Ibitipoca är en ort i Brasilien.   Den ligger i kommunen Santa Rita de Ibitipoca och delstaten Minas Gerais, i den sydöstra delen av landet, 800 km sydost om huvudstaden Brasília. Santa Rita de Ibitipoca ligger 1 102 meter över havet och antalet invånare är 3 583.
Terrängen runt Santa Rita de Ibitipoca är platt åt nordväst, men åt sydost är den kuperad. Runt Santa Rita de Ibitipoca är det glesbefolkat, med 11 invånare per kvadratkilometer.. Det finns inga andra samhällen i närheten.
Omgivningarna runt Santa Rita de Ibitipoca är huvudsakligen savann.